# شاخه نبات

طرحی ساختگی از ترکیب شاخه‌های نبات بر ستون‌ها مقبره حافظ تمثیلی از شاخ نبات منسوب به حافظ

شاخه نبات یا به اصطلاح عامیانه "شاخ نبات" به مقداری نبات گویند که بلور‌های آن به صورت شاخه درآمده باشد. نبات به صورت شاخه، کاسه یا در اشکال دیگر فروخته می‌شود. منظور مهم دیگر از شاخه نبات در زبان فارسی و در میان عوام، اشاره به معشوقه فرضی حافظ است. به هنگام فال گرفتن حافظ را به شاخ نباتش قسم می دهند که رازی را بر فال گیرنده آشکار کند.
حافظ در غزلی می‌گوید:
| این همه شهدو شکر کز سخنم می ریزد |  | اجر صبریست کز آن شاخ نباتم دادند |

همانگونه که از این سروده ی حافظ پیداست، سخن از معشوقه نیست بلکه سخن از "شاخه نبات" است. شاخه نبات قلم یا کلک حافظ است. از سخن حافظ "این همه شهد و شکر" می ریزد، یعنی حافظ سخن خود را شیرین می داند و خود را "چشم و چراغ همه شیرین سخنان" ( پارسی زبانان) می نامد:
مست بگذشت و نظر بر من درویش انداخت      
گفت کای چشم و چراغ همه شیرین سخنان ( غزل 380 دیوان خانلری)
"اجر صبری است" یعنی مزد شکیبایی در آموختن و درست به کار بردن زبان پارسی، "کز آن شاخه نبات" یعنی که از آن شاخه ای که از آن، نبات و شهد و شکر می ریزد، یعنی قلم یا خامه ای که حافظ با آن شعر زیبا و شیرینش را می نویسد.
شکرشکن شوند همه طوطیان هند            زین قند پارسی که به بنگاله می رود(غزل 4)
حافظ چه طرفه نباتی است کلک تو ( غزل 40)
شفا ز گفته ی شکرفشان حافظ جوی (غزل 102)
گر به کاشانه ی رندان گذری خواهی کرد         نقل شعر شکرین و می بی غش دارم( غزل 321)
کلک حافظ شکرین میوه نباتی است، بچین (غزل 396)
منوچهر تقوی بیات